# Вачозеро
Ва́чозеро — озеро в России, расположено в Подпорожском районе Ленинградской области.

## Географические сведения
Через Вачозеро протекает река Кузьма. На берегах озера расположены деревни Заозерье (на северном берегу) и Кокино (нежилая).

## Данные водного реестра
По данным государственного водного реестра России относится к Балтийскому бассейновому округу, водохозяйственный участок реки — Свирь без бассейна Онежского озера, речной подбассейн реки — Свирь (включая реки бассейна Онежского озера). Относится к речному бассейну реки Нева (включая бассейны рек Онежского и Ладожского озера).
Код объекта в государственном водном реестре — 01040100711102000015280.